# Brad Kane
Brad Caleb Kane (New Rochelle, 29 settembre 1973) è un attore, cantante, sceneggiatore produttore televisivo statunitense.
Ha recitato anche in diversi musical a Broadway, tra cui She Loves Me e Grease.

## Filmografia parziale

### Cinema
- Extinction, regia di Ben Young (2018)

### Doppiatore
- Aladdin (1992)
- Il ritorno di Jafar (1994)
- Aladdin e il re dei ladri (1996)

### Sceneggiatore
- Extinction, regia di Ben Young (2018)

## Doppiatori italiani
- Massimiliano Alto in Il ritorno di Jafar e Aladdin e il re dei ladri
- Vincent Thoma in Aladdin
- Massimo Lodolo in Extinction